# محمية جبل بوهاشم الطبيعية
منتزه جبل بوهاشم هو محمية طبيعية شمال المغرب غرب مدينة شفشاون. يمتد منتزه جبل بوهاشم على مساحة 8000 هكتار، و يقع على كل من إقليم تطوان، إقليم شفشاون و إقليم العرائش.
- محمية سيدي شيكر الطبيعية

## هوامش
1. 1 2  زابريس: جبل بوهاشم ... وجهة سياحية مستقبلية [وصلة مكسورة] نسخة محفوظة 26 يناير 2020 على موقع واي باك مشين.